# Lamida buruensis
Lamida buruensis är en fjärilsart som beskrevs av Antonius Johannes Theodorus Janse 1931. Lamida buruensis ingår i släktet Lamida och familjen mott. Inga underarter finns listade i Catalogue of Life.